# Negororejo
Negororejo is een bestuurslaag in het regentschap Probolinggo van de provincie Oost-Java, Indonesië. Negororejo telt 2014 inwoners (volkstelling 2010).